# Spilosoma intermedia
Spilosoma intermedia là một loài bướm đêm thuộc phân họ Arctiinae, họ Erebidae.